# Paracyathus pruinosus
Espèce
Statut CITES
Paracyathus pruinosus est une espèce de coraux appartenant à la famille des Caryophylliidae.